# Epacretron breviceps
Epacretron breviceps är en tvåvingeart som beskrevs av Quate 1967. Epacretron breviceps ingår i släktet Epacretron och familjen fjärilsmyggor. Inga underarter finns listade i Catalogue of Life.